# Ngụy Mạn Đa
Ngụy Mạn Đa (chữ Hán: 魏曼多, bính âm: Wèi Mànduō), hay Ngụy Xỉ (魏侈), tức Ngụy Tương tử (魏襄子), là vị tông chủ thứ 8 của họ Ngụy, một trong Lục khanh nước Tấn thời Xuân Thu trong lịch sử Trung Quốc. Đồng thời ông cũng là tổ tiên của quân chủ nước Ngụy thời Chiến Quốc sau này.
Theo Tả truyện, Ngụy Mạn Đa là con của Ngụy Thủ, vị tông chủ thứ năm của họ Ngụy, sau khi Ngụy Thủ qua đời, Ngụy Mạn Đa lên thế tập.
Sử ký ghi chép khác với Tả truyện, cho rằng ông là con của Ngụy Thư, vị tông chủ thứ tư của họ Ngụy.

## Sự nghiệp
Năm 497 TCN, Triệu Ưởng giết người em họ là Triệu Ngọ. Triệu Ngọ là cháu gọi Tuân Dần (Trung Hàng Dần) bằng cậu; nhà Tuân Dần lại thông gia với Phạm (Sĩ) Cát Xạ. Vì vậy Tuân Dần và Sĩ Cát Xạ ủng hộ Triệu Ngữ, bèn cùng nhau đánh Triệu Ưởng. Triệu Ưởng chạy về cố thủ ở đất Tấn Dương.
Theo luật nước Tấn, người làm loạn đầu tiên phải bị tử hình, do đó họ Phạm và họ Trung Hàng được Tấn Định công ủng hộ, mang quân vây Tấn Dương. Tuy nhiên Ngụy Mạn Đa cùng các đại phu là Tuân Lịch và Hàn Bất Tín đem quân giúp họ Triệu. Tấn Định công lại ngả theo phe bốn họ. Tuân Dần và Sĩ Cát Xạ thua trận phải bỏ chạy về thành Triều Ca. Ngụy Xỉ và Hàn Bất Tín xin Tấn Định công tha tội cho Triệu Ưởng, Tấn Định công nghe theo.
Năm 493 TCN, bốn họ Trí, Hàn, Ngụy, Triệu hạ được thành Triều Ca, tiêu diệt họ Phạm và Trung Hàng. Từ đó nước Tấn lục khanh nước Tấn chỉ còn bốn họ, sử gọi là Tứ khanh.
Sau không rõ Ngụy Mạn Đa mất năm nào. Sau khi ông mất, cháu là Ngụy Câu lên thế tập.